# Splau
Splau es un centro comercial inaugurado el 11 de mayo de 2010 situado entre Cornellá de Llobregat y El Prat de Llobregat, justo al lado del RCDE Stadium y visible desde la Ronda Litoral, propiedad de Unibail-Rodamco-Westfield. Tiene más de 54 500 m², 109 tiendas, 35 restaurantes y un cine de 28 salas de Kinépolis. El centro es considerado uno de los más grandes de Cataluña.

## Datos
El centro está ubicado en Cornellá de Llobregat en la provincia de Barcelona, y dispone de dos plantas en forma de anillo semiabierto al aire libre donde se pueden encontrar tiendas de moda y complementos como Bershka, H&M, Primark y Pull&Bear (entre otras), tiendas tecnológicas como Media Markt, Phone House o GAME, restaurantes en los que destacan Subway, Kurz & Gut, La Tagliatella o McDonald's, un supermercado Mercadona y el segundo complejo cinematográfico más grande de España, Kinépolis Full, con 28 salas equipadas con la más nueva tecnología Full HD y  Laser Ultra (proyección laser + Dolby Atmos). También dispone de dos plantas de aparcamiento con 2800 plazas de aparcamiento.

## Accesos y transporte
Los accesos y transportes para acceder al centro comercial son los siguientes:

### Tren
Líneas Línea L8, S3, S4, S8, S9, R5, R6, R50 y R60 de Ferrocarriles de la Generalidad de Cataluña: Estación de Cornellà-Riera

### Autobús urbano
Línea 67 de Transportes Metropolitanos de Barcelona.
Línea 68 de Transportes Metropolitanos de Barcelona.

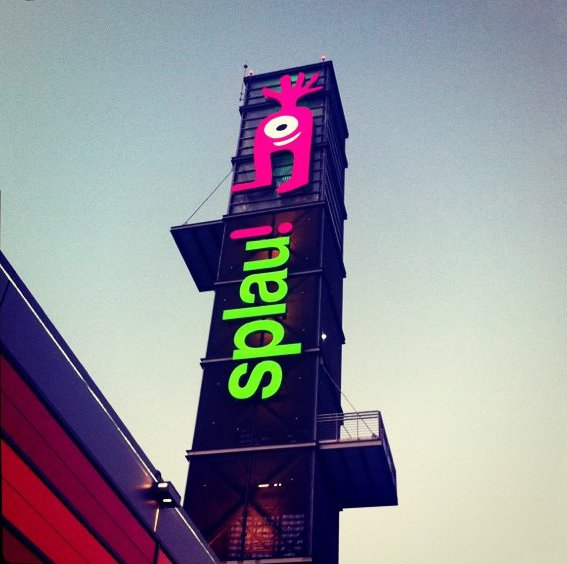
Logo del centro

### Vehículo
- Ronda de Dalt  B-20  salida 16A
- Ronda del Litoral  B-10  salida 609

La entrada del aparcamiento subterráneo se realiza desde la Calle del Progrés con Avenida del Bajo Llobregat.